# El Limón de los Ramos
El Limón de los Ramos är en ort i Mexiko.   Den ligger i kommunen Culiacán och delstaten Sinaloa, i den västra delen av landet, 1 100 km nordväst om huvudstaden Mexico City. El Limón de los Ramos ligger 63 meter över havet och antalet invånare är 3 191.
Terrängen runt El Limón de los Ramos är platt söderut, men norrut är den kuperad. Runt El Limón de los Ramos är det ganska tätbefolkat, med 155 invånare per kvadratkilometer. Närmaste större samhälle är Culiacán, 19,3 km sydost om El Limón de los Ramos. Trakten runt El Limón de los Ramos består till största delen av jordbruksmark.